# Laghi del Nagorno Karabakh

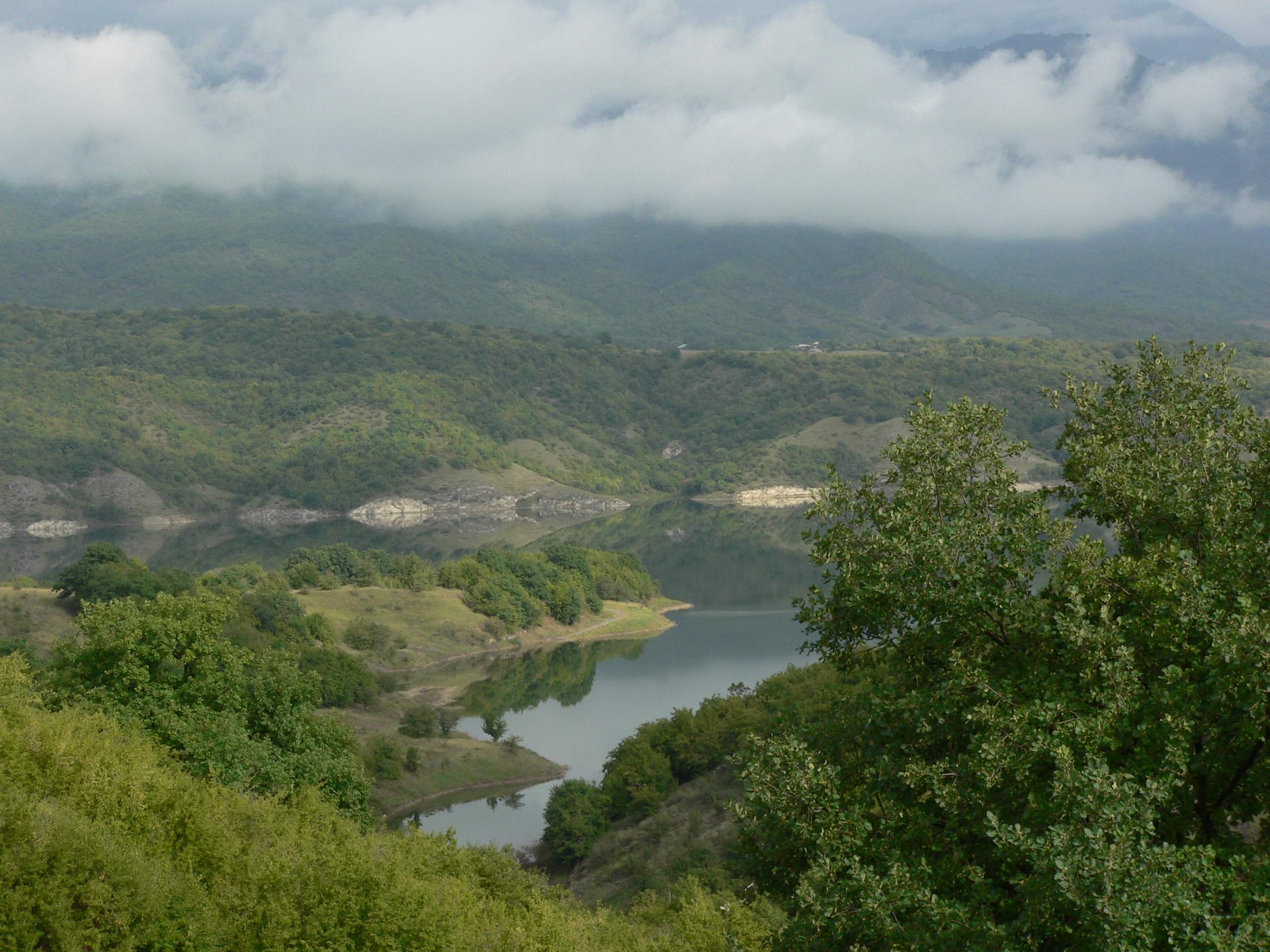
Il bacino idrico di Sarsang

I laghi del Nagorno Karabakh sono tutti ubicati nella parte nord occidentale del paese, a ridosso delle alte catene montuose che lo cingono a ovest e a nord, e hanno prevalentemente origine morenica o glaciale.
L'altopiano dell'Artsakh presenta inoltre numerosi piccoli specchi d'acqua, presenti quasi tutti a un'altitudine prossima ai tremila metri.
Nell'elenco è stato inserito anche il Sarsang che è tuttavia un bacino artificiale ricavato da uno sbarramento del fiume Tartar.

## Elenco dei laghi per regione

### Shahumian
- Metz Al
- Pokr Al
- Kari
- Tzalk
- Yeghtku

### Martakert
- Sarsang (bacino artificiale)
- Kachen (bacino artificiale)
- Kari[2]

### Kashatagh
- Kari
- Sev
- Metz